# Майкъл Шенкер
Михаел Вили Шенкер (на немски: Michael Willy Schenker, наричан в англоезичните държави Майкъл Уили Шенкър) е германски рок и хевиметъл китарист бивш член на Скорпиънс, бивш член на ЮЕфО и основател на Майкъл Шенкер Груп. Брат на Рудолф Шенкер, китарист на Скорпиънс.

## Музикална кариера
Михаел Шенкер се присъединява към групата на брат си Рудолф през 1969 година и през 1972 издават първия си албум Lonesome Crow. По време на турнето след издаването на албума откриват на британската група ЮЕфО, които предлагат на Михаел мястото на соло-китарист в групата, което той приема със съгласието на брат си.
Майкъл Шенкер записва пет студийни албума с ЮЕфО в периода от 1974 до 1978 година. По време на концерти слиза от сцената преди края им и има проблеми с алкохола. Напуска групата поради неразбирателство с останалите членове на групата и се завръща в Скорпиънс през 1979 година. Точно тогава записва албума Lovedrive със Скорпиънс, но три месеца след началото на турнето по повод издаването на албума, напуска групата. Отказва покани да свири в Аеросмит и за Ози Озбърн, защото иска да композира собствена музика. Поради тази причина Шенкер основава Майкъл Шенкер Груп, в която в последващите свирят различни музиканти, някои от които само на един албум.
През 1995 година ЮЕфО се събира отново за албума Walk on Water, но месеци по-късно Шенкер и вокалистът Фил Мог се скарват и групата отново се разпада. В следващите пет години Майкъл Шенкер свири със състава си, в която сменя всички останали членове, за да се завърне за два албума в ЮЕфО през 2000 година.
През 2000 губи права за собствената си музика в резултат от развода си. Оттогава свири с Майкъл Шенкер Груп, но с по-малък успех. През 2007 година се налага да отменя концерти поради твърде малко публика.

## Дискография

### СъсСкорпиънс
- Lonesome Crow (1972)
- Lovedrive (1979)

### СUFO
- Phenomenon (1974)
- Force It (1975)
- No Heavy Petting (1976)
- Lights Out (1977)
- Obsession (1978)
- Strangers in the Night (1979)
- The Best Of (1992)
- Walk on Water (1995)
- Covenant (2000)
- Sharks (2002)

### СМайкъл Шенкер Груп
- The Michael Schenker Group (1980)
- M.S.G. (1981)
- One Night at Budokan (1981)
- Assault Attack (1982)
- Built To Destroy (1983)
- Rock Will Never Die (1984)
- Perfect Timing (McAuley Schenker Group) (1987)
- Save Yourself (McAuley Schenker Group) (1989)
- M.S.G. (McAuley Schenker Group) (1992)
- Nightmare: The Acoustic M.S.G. (McAuley Schenker Group) (1992)
- M.S.G. Unplugged (McAuley Schenker Group) (1993)
- Written in the Sand (1996)
- The Unforgiven (1999)
- The Unforgiven World Tour (2000)
- Be Aware of Scorpions (2002)
- Arachnophobiac (2003)
- Heavy Hitters (2005)
- Tales of Rock'n'Roll (2006)
- In the Midst of Beauty (2008)

### Солови албуми
- Thank You (1993)
- Thank You 2 (1998)
- Adventures of the Imagination (2000)
- The Odd Trio (2000)
- Thank You 3 (2001)
- Dreams And Expressions (2001)
- Thank You 4 (2003)
- Doctor, Doctor: The Kulick Sessions (2008)

### Други проекти на Шенкер
- Contraband (1991)
- The Plot (2003)
- Under Construction (2003)
- Schenker-Pattison Summit - The Endless Jam (2004)
- Schenker-Pattison Summit - The Endless Jam Continues (2005)
- Siggi Schwarz and Michael Schenker – Live Together 2004